# Stazione di Chidori
La stazione di Chidori (千鳥駅?, Chidori-eki) è una stazione ferroviaria situata nella città di Koga, nella prefettura di Fukuoka, in Giappone. La stazione è servita dalla linea principale Kagoshima della JR Kyushu, e vi fermano solo i treni locali.

## Linee e servizi ferroviari
JR Kyushu
■ Linea principale Kagoshima

## Traffico
La stazione vede il passaggio di un treno ogni 20 minuti durante le ore centrali della giornata, con frequenza aumentata a quattro treni all'ora fra le 16 e le 23 (solo due treni alle 21), e dai 6 ai 7 treni per ora durante l'ora di punta della mattina, dalle 5 alle 9. Gli ultimi treni passano attorno alla mezzanotte e mezza. Ogni giorno la stazione è utilizzata da circa 1600 passeggeri.

## Struttura
La struttura è costituita da due marciapiedi laterali con due binari passanti in superficie, ed è stata disegnata da una designer della JR Kyushu. I marciapiedi sono collegati al fabbricato viaggiatori, posto sopra il piano del ferro, da scale fisse, mobili e ascensori. 
| 1 | ■ Linea principale Kagoshima |  | per Akama, Orio, Kurosaki, Kokura e Mojikō |
| 2 | ■ Linea principale Kagoshima |  | per Kashii, Hakata, Tosu e Ōmuta           |

## Stazioni adiacenti
| «                          | Servizio                   | »                          |
| Linea principale Kagoshima | Linea principale Kagoshima | Linea principale Kagoshima |
| -------------------------- | -------------------------- | -------------------------- |
| Fukuma                     | Locale                     | Koga (Fukuoka)             |
| Transito                   | Rapido                     | Transito                   |
| Transito                   | Semirapido                 | Transito                   |